# القويسمة
القويسمة هي منطقة تقع في الجنوب الشرقي من العاصمة الأردنية عمان. تبلغ مساحتها 71.5 كم2 وعدد سكانها 120 ألف نسمة تقريبًا وتعد من أكثر المناطق ازدحاماً في عمان، وتتبع إداريًا للواء القويسمة.
في 11 يناير 1978 ضُمت بلدية القويسمة إلى أمانة عمان الكبرى إلى جانب بلديات الجويدة وأبو علندا. من شوارعها الرئيسية: شارع الحزام الدائري وشارع الأزرق الصوامع وشارع منور الحديد وميدان الشرق الأوسط ومن أهم معالمها هو ستاد الملك عبد الله الثاني.
تضم منطقة القويسمة عددا من البلديات مثل بلدية القويسمة والجويدة، بلدية أبو علندا، بلدية العبدلية وغيرها بالإضافة إلى مجلس قروي الرقيم، وتحتوي على أكثر من تسع حدائق عامة مثل حديقة الملكة رانيا العبد الله وحديقة الجويدة وحديقة النور بالإضافة إلى حدائق الملك عبد الله الثاني وغيرها من الحدائق العامة.
أما بالنسبة للصناعات المتوفرة في منطقة القويسمة فهي متنوعة وكثيرة فتشمل عددا كبيرا جدا من المهن والورشات الحرفية مثل ورش الحديد والأخشاب والأقمشة، ورش تنجيد الكنب ومتاجر بيع مستلزمات السيارات وصيانتها، بالإضافة إلى عدد كبير من المصانع الكبيرة مثل مصانع الألبان والأجبان ومواد التنظيف والأثاث المنزلي والتجاري ومستلزمات البناء بالإضافة إلى مصانع الزجاج والمطابع.

## المعالم الأثرية
تحتوي منطقة القويسمة على مجموعة مميزة من المعالم السياحية والتاريخية:
- كهف الرقيم : وهو الكهف الذي يعتقد أن فتية الكهف قد ناموا في بحسب ما ورد في المصادر الإسلامية والمسيحية.
- الجسور العشرة : جسر معلق يعود للعهد العثماني؛ وهي رائعة معمارية تمر من فوقها سكة الحديد
- ضريح القويسمة : وهو عبارة عن قبر روماني من العهد البيزنطي ؛ يحتوي على تابوت فارغ وسقفه من الداخل يحتوي على نقوش رومانية.[3]

## وصلات خارجية
- ابوعلندا والجويدة